# Ruillé-le-Gravelais
Ruillé-le-Gravelais är en kommun i departementet Mayenne i regionen Pays de la Loire i nordvästra Frankrike. Kommunen ligger i kantonen Loiron som tillhör arrondissementet Laval. År 2018 hade Ruillé-le-Gravelais 993 invånare.

## Befolkningsutveckling
Antalet invånare i kommunen Ruillé-le-Gravelais
| Referens: INSEE |